# Recurso não renovável

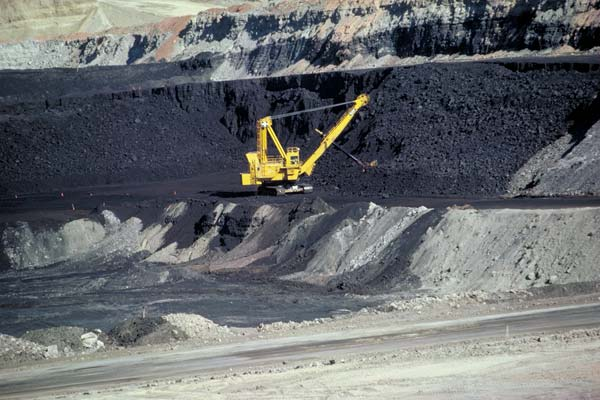
Uma mina de carvão em Wyoming, Estados Unidos. O carvão mineral, produzido ao longo de milhões de anos, é um recurso finito e não renovável quanto comparado a escala temporal humana.

Um recurso não renovável (também chamado de recurso finito) é um recurso natural que não pode ser prontamente substituído de formas naturais em uma velocidade condizente com o ritmo que é consumido. Um exemplo seriam os combustíveis fósseis: Originalmente, matéria orgânica é submetida a níveis variáveis de pressão e temperatura e é transformada em carvão, gás ou petróleo. Além dos exemplos citado, minerais terrestres, minérios e alguns aquíferos subterrâneos são considerados recursos não renováveis, apesar dos elementos químicos que constituem os materiais consumidos se manterem após seu uso (com exceção dos utilizados em reações nucleares).
Por outro lado, recursos como madeira (quando colhida de forma sustentável) e vento (utilizado para energizar sistemas de conversão de energia) são considerados recursos renováveis, em grande parte por conta de sua renovação natural ocorre dentro de uma janela temporal perceptivel à humanos e compatível com as demandas de consumo.

## Minerais Terrestres e Minérios

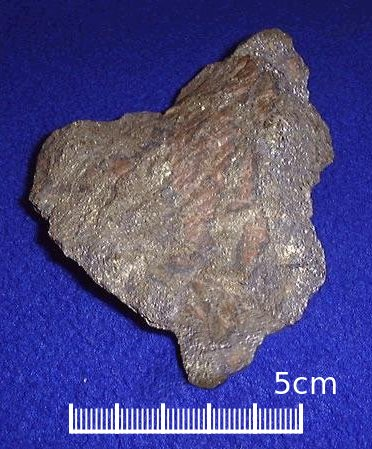
Minério de ouro não processado que eventualmente será processado em ouro metálico.

Minerais terrestres e minérios são exemplos de recursos não renováveis. Minérios costumam estar presentes em grandes quantidades na crosta terrestre, e sua extração por humanos ocorre apenas onde existem grandes concentrações decorrentes de processos geológicos naturais (exposição a variações de temperatura, pressão, atividade orgânica, intemperismo, etc.) em quantidades suficientes para que possam ser exploradas de forma econômicamente viável. Os processos de formação dessas jazidas levam no geral dezenas de milhares a milhões de anos para sua formação, e estão normalmente relacionados a processos de tectonismo.
As jazidas de minérios e minerais próximos a superfície que podem ser exploradas economicamente  não são renováveis em um escala de tempo humana. Certos minerais e elementos terrestres raros são mais escassos que outros. No geral, esses elementos apresentam propriedades físico químicas que os tornam muito procurados em processos de manufatura na indústria eletroeletrônica.

## Combustíveis Fósseis
Recursos naturais como carvão, petróleo e gás natural levam milhares de anos para se formar naturalmente e não podem ser substituídos na mesma velocidade em que são consumidos. É considerado que combustíveis fósseis se tornarão tão custosos para serem explorados a medida que suas reservas naturais se esgotarem que a sociedade humana terá de naturalmente mudar seu foco de produção de energia para fontes renováveis, como a energia solar e eólica.
Uma hipótese alternativa é que combustíveis fósseis são virtualmente inesgotáveis em termos humanos se todas as formas de combustíveis de base carbônica forem consideradas. Hidratos de metano presentes no fundo do mar estão presentes em uma quantidade muito maior do que todos os outros combustíveis fósseis combinados .  Essas fontes de energia também são considerdas não renováveis, apesar que sua taxa de formação e substituição são desconhecidas. Da mesma forma, valores e taxas de extração econômicamente viáveis para esse recurso também nunca foram determinadas.
No presente momento, a principal fonte de energia utilizada pela sociedade humana são combustíveis fósseis não renováveis. Desde o desenvolvimento dos da tecnologia dos motores de combustão interna no Século XIX, petróleo e outros combustíveis fósseis permaneceram em uma taxa crescente de demanda. Como resultado, grande parte da infraestrutura e sistemas de transportes no planeta dependem de recursos não renováveis.
A economia moderna baseada em combustíveis fósseis é amplamente criticada por seu modelo extrativista e não renovável, além de ser contribuinte para as mudanças climáticas.

## Combustíveis Nucleares

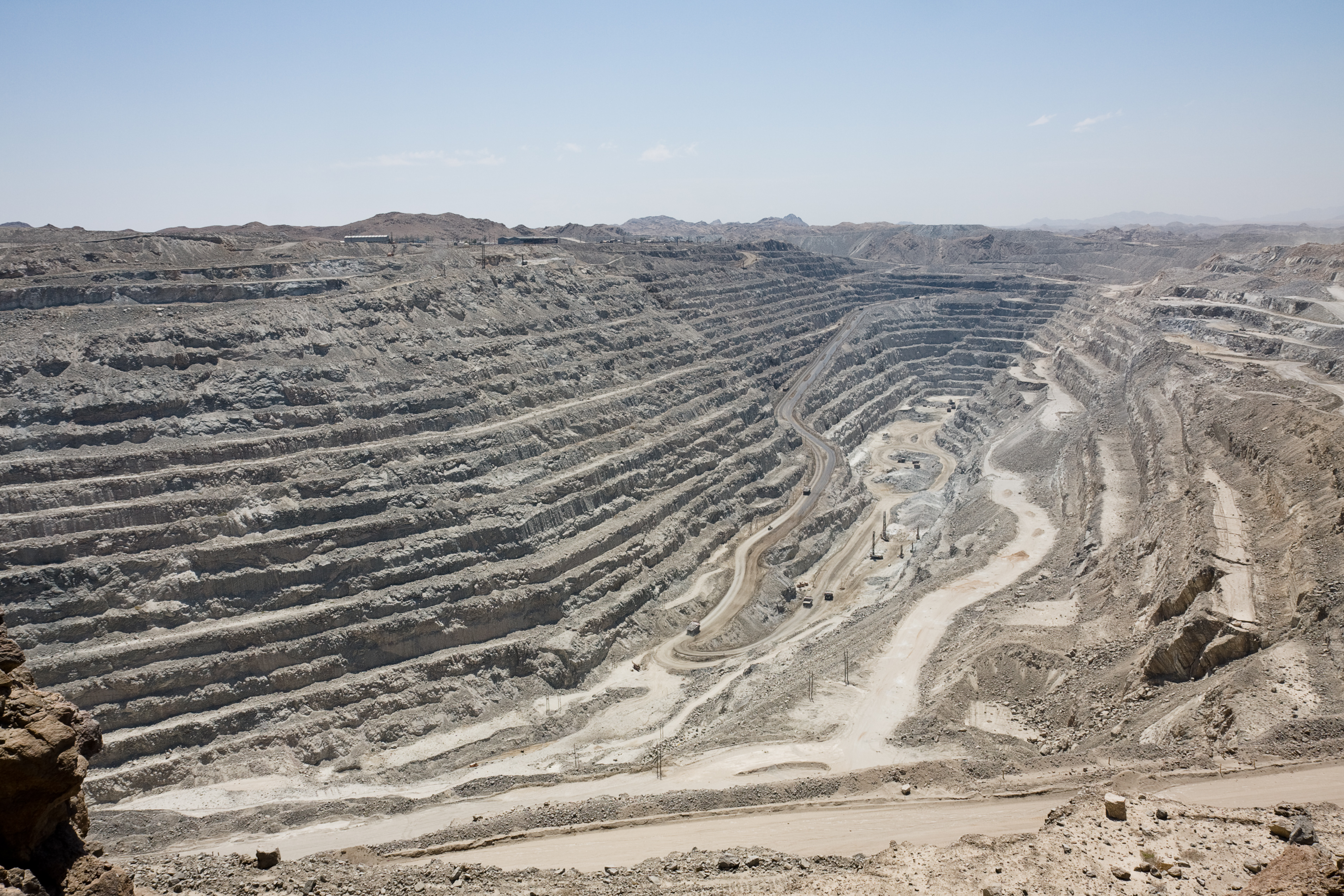
Mina de Urânio de Rössing é a mais extensa e uma das maiores minas de urânio a céu aberto do mundo. Em 2005, produziu cerca de 8% da demanda global de óxido de urânio (3,711 toneladas). No entando, a mina mais produtiva são a mina subterrânea de urânio do Rio McArthur no Canadá (que produz cerca de 13% da demanda global) e a mina subterrânea de polimetais da Barragem Olímpica na Austrália, que apesar de ser focada na produção de Cobre é a maior reserva conhecida de minério de urânio.

Em 1987, a Comissão Mundial sobre Meio Ambiente e Desenvolvimento (CMMAD ou WCED em inglês) classificou reatores de fissão nuclear que produzem mais material físsil do que consomem (ex: Reator Reprodutor) como uma fonte de energia renovável, juntamente com a energia solar e a hidráulica. O Instituto Americano de Petróleo não considera reatores de fissão convencionais como fintes de energia renovável, mas classifica que energia nuclear produzida através de reatores reprodutores é considerada renovável e sustentável, pontuado ainda que os resíduos radioativos decorrentes do consumo de combustível nuclear deve ser removido e guardado em local seguro por centenas de anos para evitar contaminações.  De forma similar, o monitoramento de resíduos radioativos também é mandatório para outras formas de produção de energia sustentável, como fontes energéticas geotermais.
O uso de tecnologia nuclear dependente de fissão requer o uso de minérios radioativos de ocorrência natural como combustível. Urânio, o combustível de fissão mais comum, é encontrado no solo em concentrações relativamente baixas e é minerado em 19 países. O material é utilizado para alimentar reatores nucleares produtores de energia com Urânio-235, gerando calor que moverá turbinas para a produção de eletrecidade.
A partir de 2013 alguns quilos de urânio tem sido extraídos do oceâno em programas piloto, sendo teorizado que a extração em escala industrial da substância da água do mar não afetaria sua composição, uma vez que o elemento seria constantemente substituído por processos de lixiviação do substrato marinho. Em 2014, com avanços na extração de urânio da água marinha, um estudo publicado pela Marine Science & Engineering sugere que, tendo como foco reatores de água leve, o processo seria economicamente viável e competitivo se implementado em larga escala.
A energia nuclear provê cerca de 6% da energia global e 13–14% da energia elétrica.  A produção de energia nuclear está associada a contaminações radioativas potencialmente perigosas já que depende de elementos instáveis. Em particular, intalações de produção de energia nuclear produzem cerca de 200,000 toneladas métricas de resíduos radioativos de nível baixo e intermediário e 10,000 toneladas métricas deresíduos radioativos de nível alto (incluindo combustível exaurido) anualmente em escala global.

## Superfície Terrestre
A superfície terrestre pode ser considerada tanto um recurso renovável quanto um recurso não renovável dependendo do escopode análise. Terras podem ser reutilizadas mas não podem ser criadas na demanda em que são demandadas. Logo, em uma perspectiva econômica, a terra é considerada como um recurso fixo com um fornecimento inelástico perfeito.

## Modelos Econômicos
Na economia, um recurso não renovável é definito como um bem, onde um maior consumo no presente implica em um menor consumo no futuro. David Ricardo analisou em seus primeiros trabalhos a cobrança sobre recursos esgotáveis, onde argumentou que o preço de um recurso mineral deve aumentar com o tempo. Em sua argmentação, o preço a vista deve ser sempre determinado pela mina com o maior custo de extração, e que donos de minas com custos de extração menor se beneficiariam da diferença de renda. Este primeiro modelo viria ser definido pela Regra de Hotelling, um conceito econômico cunhado em 1931 para modelos de gestão de recursos não renováveis por Harold Hotelling. Ele demonstra que a exploração eficiênte de recursos não renováveis e não aumentáveis levaria, em condições estáveis, ao exaurimento das reservas deste recurso. A regra preve que isso levaria a um preço líquido ou "Renda de Hotelling" que aumentaria de forma anual em um ritmo igual a uma taxa de juros, refletindo assim a escassez do recurso. De forma complementar, a Regra de Hartwick provê resultados importantes sobre a sustentabilidade do bem estar em uma economia baseada em recursos não renováveis.